# SV Nordea
SV Nordea was een op 1 juli 2009 opgerichte voetbalvereniging uit Tilburg, Noord-Brabant, Nederland. De naam Nordea was een verwijzing naar Noord-Tilburg. In 2015 is de club op gegaan in de amateurvoetbalvereniging Willem II. De thuisbasis was het Sportcomplex Noorderpark, ook de nieuwe thuisbasis van Willem II.
De standaardelftallen van de vereniging kwamen in het laatste actieve seizoen (2014/15) uit in de vierde klasse zaterdag en de vijfde klasse zondag van het KNVB-district Zuid-I. Het zaterdagelftal eindigde in de laagste klasse op zaterdag in Zuid-I op de laatste plaats in hun competitie (4C). Het zondagelftal dwong via nacompetitie promotie af naar de vierde klasse zondag, de klasse waarin Willem II (opnieuw) op zondag begint.

## Historie
SV Nordea ontstond uit een fusie per 1 juli 2009 tussen de voetbalverenigingen JPS en SET. JPS stond voor "Jonge Prostestanten die Samenwerken" en werd opgericht op 28 maart 1933. SET stond voor "Strijdt En Triomfeert" en werd opgericht op 16 april 1930.

## Competitieresultaten

### Zaterdag standaardelftal 2010–2015
| 11 4F |

|  |

| 11 4C |

| 11 4C |

| 9 4D |

| 13 4C |

| Vierde klasse |

### Zondag standaardelftal 2010–2015
| 4 5H |

| 8 5E |

| 10 5F |

| 12 5E |

| 4 5C |

| 4 5C |

| Vijfde klasse |

### JPS 1975–2009 (zaterdag)
| 4 4A |

| 4 4A |

| 5 4A |

| 8 4A |

| 12 4A |

| 11 4A |

| 9 4B |

| 1 4B |

| 9 3A |

| 5 3B |

| 9 3B |

| 5 3B |

| 12 3B |

| 10 4B |

| 4 4B |

|  |

| 10 4B |

| 12 4B |

|  |

| 11 4B |

|  |

|  |

| 8 4D |

|  |

| 1 4F |

| 5 3D |

| 1 3B |

| 10 2F |

| 3 3D |

| 6 3B |

| 2 3B |

| 3 3B |

| 12 3B |

| 8 4E |

| 8 4F |

| Tweede klasse | Derde klasse | Vierde klasse |

### SET 1971–2009 (zondag)
| 6 4E |

| 7 4E |

| 6 4E |

| 11 4E |

| 11 4E |

| 10 4E |

| 12 4E |

|  |

|  |

|  |

|  |

|  |

|  |

|  |

|  |

|  |

|  |

|  |

|  |

|  |

|  |

|  |

|  |

|  |

|  |

|  |

| 2 6E |

|  |

| 6 5D |

| 5 5D |

| 9 5D |

| 2 5I |

| 6 4F |

| 6 4F |

| 9 4F |

| 11 4F |

| 2 5I |

| 9 5H |

| 11 5H |

| Vierde klasse | Vijfde klasse | Zesde klasse |

Gudok · Jong Brabant · Merlijn · OVC '26 · SV Reeshof · Sarto · VV SVG · SvSSS · FC Tilburg · VCB · RKSV Were Di · Willem II (amateurs/profs/vrouwen) · WSJ · SC 't Zand · ZIGO

Voormalige: KS Broekhoven · LONGA · NOAD · SV Nordea · SC Olympus · Ons Vios · RKTVV · SV Triborgh - RKSV Velocitas'31 - V.V. TAC